# إليزابيث ديلينج
إليزابيث إلويس كيركباتريك ديلينج (19 أبريل 1894-26 مايو 1966) كانت كاتبة وناشطة سياسية أمريكية. في عام 1934 نشرت الشبكة الحمراء – من هم ودليل التطرف للوطنيين، الذي يسجل أكثر من 1300 شيوعي مشتبه بهم والمتعاطفين معهم. قدمتها كتبها وجولاتها في المحاضرات باعتبارها ناشطة يمينية بارزة في ثلاثينيات القرن العشرين، وواحدة من أكثر منتقدي الصفقة الجديدة صراحةً.
كانت ديلينج أشهر زعيمة للحركة الانعزالية النسائية في الحرب العالمية الثانية، وهي حملة شعبية ضغطت على الكونجرس للامتناع عن مساعدة الحلفاء. كانت من بين 28 من النشطاء المناهضين للحرب المتهمين بالتحريض على الفتنة في عام 1942، لكن أُسقطت التهم في عام 1946. بينما تجاهلت الدراسات الأكاديمية في الغالب كلًا من «حركة الأمهات» المناهضة للحرب والنساء الناشطات اليمينيات بشكل عام، فقد ضمنت كتابات ديلينج لها تأثيرًا دائمًا بين الجماعات اليمينية. نظمت بول ريفير، وهي منظمة مناهضة للشيوعية، وكانت عضوًا في اللجنة الأمريكية الأولى.

## النشأة والأسرة
ولدت ديلينج إليزابيث إلويس كيركباتريك في 19 أبريل 1894 في شيكاغو، إلينوي. كان والدها، لافاييت كيركباتريك، جراحًا من أصل اسكتلندي أيرلندي. كانت والدتها، إليزابيث هاردينغ، من أصول إنجليزية وفرنسية. توفي والدها عندما كان عمرها ستة أسابيع، وبعد ذلك زادت والدتها من دخل الأسرة ببيع العقارات. أصبح شقيق ديلينج، لافاييت هاردينغ كيركباتريك، الذي كان يكبرها بسبع سنوات، ثريًا في سن 23 عامًا بعد تطوير عقارات في هاواي. نشأت ديلينج في بيئة أسقفية، وحضرت مدرسة البنات الكاثوليكية، أكاديمية السيدة العذراء. كانت شديدة التدين، وكانت معروفة بإرسال رسائل لأصدقائها تتكون من 40 صفحة حول الكتاب المقدس. كانت عرضة لنوبات الاكتئاب، فقد ذهبت في إجازات في الولايات المتحدة وكندا وأوروبا مع والدتها.
في عام 1912، التحقت بجامعة شيكاغو، حيث درست الموسيقى واللغات، بهدف أن تصبح موسيقية في أوركسترا. درست القيثارة تحت إشراف ويلفريد سينغر، عازف القيثارة في أوركسترا شيكاغو السيمفونية. غادرت بعد ثلاث سنوات قبل التخرج، وحيدة ومريرة بخيبة أمل. في عام 1918، تزوجت ألبرت ديلينج، وهو مهندس يدرس القانون التحق بالكنيسة الأسقفية نفسها مثل إليزابيث. كان الزوجان ميسورا الحال من الناحية المالية، وذلك بفضل أموال إليزابيث الموروثة ووظيفة ألبرت كمهندس رئيسي لمنطقة شيكاغو للصرف الصحي. عاشا في ويلميت، إحدى ضواحي شيكاغو، وأنجبا طفلين، كيركباتريك في عام 1920، وإليزابيث جين في عام 1925.
سافرت العائلة إلى الخارج عشر مرات على الأقل بين عامي 1923 و 1939، وهي التجارب التي ركزت على النظرة السياسية لديلينج وساعدتها على إقناعها بالتفوق الأمريكي. في عام 1923، زارت العائلة بريطانيا وفرنسا وإيطاليا. بسبب استياءها من عدم امتنان البريطانيين للتدخل الأمريكي في الحرب العالمية الأولى، تعهدت ديلينج بمعارضة أي تورط أمريكي في المستقبل في الصراع الأوروبي. أمضوا شهرًا في الاتحاد السوفيتي في عام 1931، حيث أخبرها المرشدون المحليون، الذين ادعت ديلينج أنهم يهود، أن الشيوعية ستسيطر على العالم وأظهروا لها خريطة للولايات المتحدة أعيدت تسمية المدن فيها على اسم أبطال سوفيات. وثقت رحلاتها في الأفلام المنزلية، وصورت مشاهد للسباحين مثلًا وهم يسبحون عراة في نهر تحت كنيسة في موسكو. خافت من «الإلحاد، والانحلال الجنسي، والبيوت المحطمة والكراهية الطبقية» في الشيوعية.
زارت ديلينج ألمانيا في عام 1931، وعندما عادت في عام 1938، لاحظت «تحسنًا كبيرًا في الظروف». حضرت اجتماعات الحزب النازي، ودفعت الحكومة الألمانية نفقاتها. كتبت أن «الشعب الألماني تحت حكم هتلر راضٍ وسعيد... لا تصدق القصص التي تسمعها أن هذا الرجل لم يفعل شيئًا جيدًا لهذا البلد». في عام 1938، قامت بجولة في فلسطين وصورت من وصفتهم بالمهاجرين اليهود وهم يدمرون البلاد. أثناء قيامها بجولة في إسبانيا، تورطت في الحرب الأهلية الإسبانية، صورت «غرف التعذيب الحمراء» والكنائس المحترقة، التي دمرها الحمر بنفس الفرح اليهودي الشيطاني المعروض في روسيا. زارت اليابان التي اعتبرتها الدولة المسيحية الوحيدة في آسيا، وفي عام 1939 عادت لزيارة إسبانيا للمرة الثانية.